# فرهاد کرمانشاهی
فرهاد مجد کرمانشاهی (زادهٔ ۶ مهر ۱۳۷۵) بازیکن فوتبال اهل ایران است که در پست دروازه‌بان بازی می‌کند.